# Aglaé

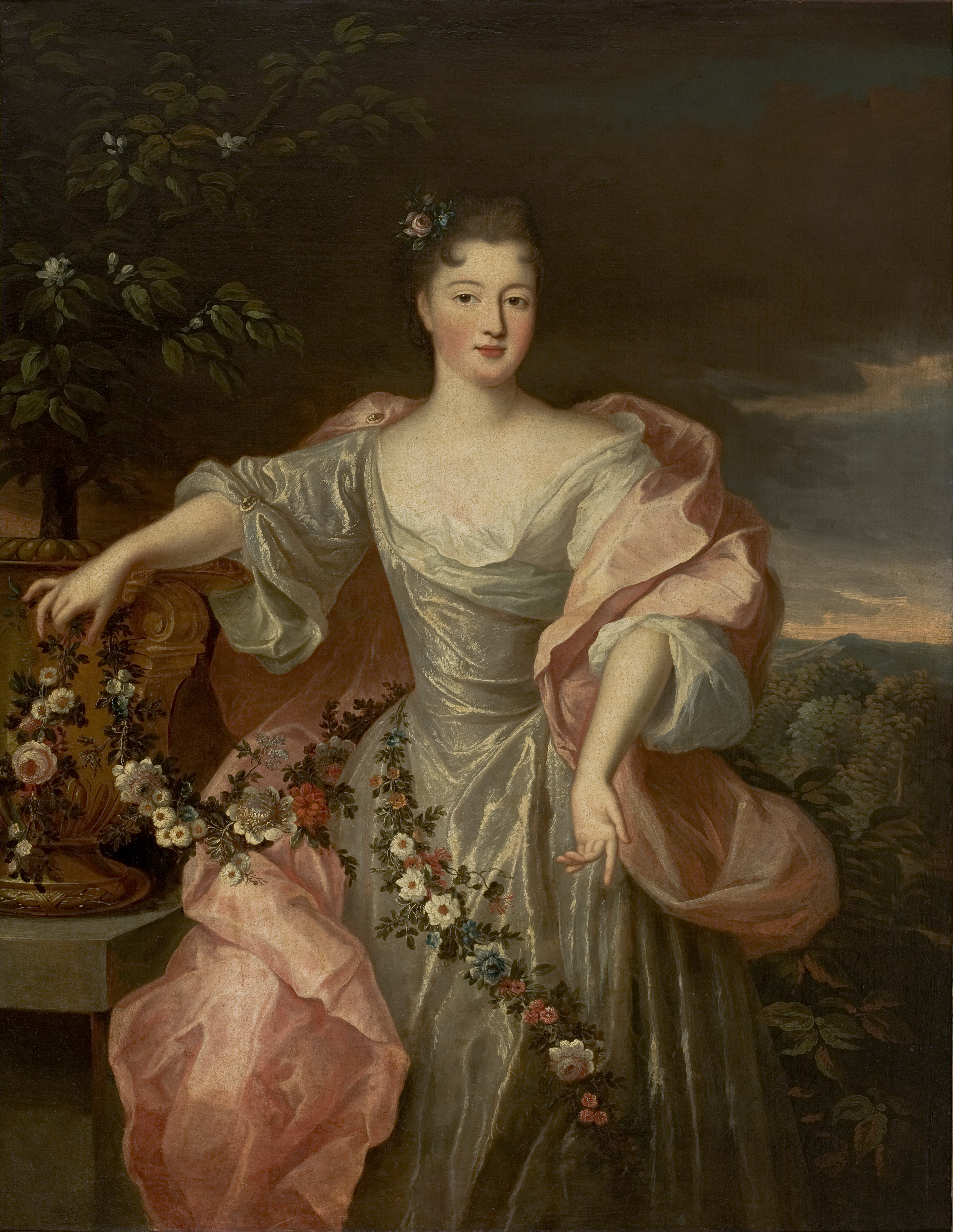
La duquesa Carlota Aglaé de Orleans.

Aglaé (o Aglaë), del griego, es un nombre propio femenino francés. Significa: La esplendorosa, o La espléndida, mujer hermosa amada por la naturaleza y el hombre.

## Personas famosas con este nombre
- Carlota Aglaé de Orleans, hija de Felipe II de Orleans.

- Aglaé de Polignac, una mujer de la nobleza francesa del siglo XVIII.

- María Aglaé Kinsky de Wchinitz y Tettau, esposa y prima lejana del príncipe Juan Adán II de Liechtenstein.

- Datos: Q16144148
- Multimedia: Aglaé (given name) / Q16144148